# Ana Patricia Rojo
Ana Patricia Rojo Stein (Villahermosa, Tabasco, Meksiko - 13. veljače 1974.) meksička je glumica. Ona je kći glumaca Gustava Roja i missice Perua Carmele Stein.
Poznata je po ulogama u telenovelama i televizijskim serijama kao što su El maleficio, María la del Barrio i Oprezno s anđelom. Također, zamijenila je glumicu Edith Gonalez u telenoveli Mujer de madera.

## Filmografija
| Godina        | Naslov                       | Uloga                       |
| ------------- | ---------------------------- | --------------------------- |
| 2008. – 2009. | Oprezno s anđelom            | Estefanía                   |
| 2007.         | J-ok'el                      | Carmen Romero               |
| 2007.         | Opijeni ljubavlju            | Sofía Montalvo              |
| 1997. – 2007. | Mujer, casos de la vida real | -                           |
| 2004.         | La curva del olvido          | -                           |
| 2004.         | Mujer de madera              | Marisa Santibáñez           |
| 2004.         | Don Francisco presenta       | -                           |
| 2003.         | Rebeca                       | Niurka Linares              |
| 2001.         | El noveno mandamiento        | Fabiola Durán               |
| 2000.         | Carita de ángel              | Nicole Romero Medrano       |
| 2000.         | Drogadicto                   | -                           |
| 1999.         | María Emilia: Querida        | Mónica Pardo-Figueroa Núñez |
| 1998.         | Vivo por Elena               | Silvia                      |
| 1998.         | ¿Qué nos pasa?               | -                           |
| 1997.         | Esmeralda                    | Georgina Pérez-Montalvo     |
| 1996.         | Bendita Mentira              | Mireya De la Mora           |
| 1995.         | María José                   | Imperia                     |
| 1995.         | María la del Barrio          | Penelope Linares            |
| 1993.         | Los parientes pobres         | Griselda Olmos              |
| 1991.         | Al filo de la muerte         | Mónica Álvarez              |
| 1991.         | Dos locos en aprietos        | -                           |
| 1991.         | Trágico carnaval             | -                           |
| 1990.         | Un rostro en mi pasado       | Miranda                     |
| 1988. – 1989. | Dulce desafío                | Mirta                       |
| 1984.         | No vale nada la vida         | -                           |
| 1984.         | Veneno para las hadas        | Verónica                    |
| 1983.         | El maleficio                 | Liliana                     |
| 1982.         | Los cuates de la Rosenda     | -                           |
| 1981.         | Juegos del destino           | Vanessa                     |
| 1981.         | Otra vuelta de tuerca        | Flora                       |
| 1981.         | El robo imposible            | Patty Bond                  |
| 1981.         | Extraños caminos del amor    | Linda                       |
| 1980.         | Al final del arco iris       | Caramelo                    |
| 1979.         | Honraras a los tuyos         | -                           |
| 1979.         | Los reyes del palenque       | -                           |